# Црква Успења Пресвете Богородице (Нови Сентиван)
 Црква Успења Пресвете Богородице је један од православних храмова Српске православне цркве у Новом Сентивану (мађ. Újszentiván). Црква припада Будимској епархији Српске православне цркве.
Црква је посвећена Успењу Пресвете Богородице.

## Историјат
Првобитна црква брвнара изгорела је у Буни 1848. године. Садашња црква је сазидана на истом месту 1853. године. Запис о њеној градњи налази се на малтерској пластици на северној страни цркве.
Црква Успења Пресвете Богородице у Новом Сентивану, је у уметничком смислу скромна сеоска црква.
Архитектура цркве испољава одлике неокласицистичког манира у провинцијској варијанти. На западној страни истичу се стубови носачи звоника и на њих се ослања тимпанон. Апсида је споља тространа, са прозором на средини. Наос је подељен на пет засвођених травеја. Иконостас је једноставна столарска преграда. на којој су осликане иконе непознатог сликара и предсатвљају слабији занатски рад. Иконе су сликане на платну и на лиму 1896. године, као и у касније у почетком 20. века.
Црква Успења Пресвете Богородице у Новом Сентивану је парохија Архијерејског намесништва сегединског чији је Архијерејски намесник Протојереј-ставрофор Илија Галић. Администратор парохије је протонамесник Светомир Миличић.